# جمهوريت (صحيفة)
جمهوريت (بالتركية: Cumhuriyet، المعنى: «الجمهورية»)‏ صحيفة تركية يومية تأسست في 7 يوليو 1924 على يد الصحفي يونس نادي أبالي أوغلو. مقرها الرئيسي في إسطنبول، حيث انتقلت إلى منطقة شيشلي في أكتوبر 2005، وكانت آخر الجرائد التي انتقلت من حي جاغالوغلو الصحفي التقليدي.
بلغ عدد النسخ الموزعة حوالي 58 ألفاً في سنة 2005، والصحيفة متاحة على الإنترنت منذ مايو 1998.
نشرت الصحيفة مختارات في أربع صفحات من عدد لمجلة شارلي إبدو الفرنسية بعد حادث إطلاق النار في مقر المجلة الفرنسية. إذ أرفق الصحفيان شيدا كاران وحكمت جيتينكايا رسوم تشارلي إبدو التي تصور النبي محمد بأبعاد أقل مما ظهرت عليه في المجلة الفرنسية. صرحت الصحيفة بأن الشرطة اقتحمت مقرها لكن سُمح لها في النهاية بنشر عددها بعد التأكد من عدم نشر الرسوم التي تصور النبي محمد.